# Scotogramma compacta
Scotogramma compacta är en fjärilsart som beskrevs av Turati 1934. Scotogramma compacta ingår i släktet Scotogramma och familjen nattflyn. Inga underarter finns listade.